# کیسلیتسا
کیسلیتسا (به بلغاری: Kiselitsa) یک منطقهٔ مسکونی در بلغارستان است که در شهرستان ترکلیانو واقع شده‌است.